# 梨园乡 (汉源县)
梨园乡，是中华人民共和国四川省雅安市汉源县曾经下辖的一个乡。2019年12月，撤销梨园乡，将其所属行政区域划归宜东镇管辖。

## 行政区划
梨园乡撤销前下辖以下地区：
大树村、栗园村、三江村和大地村。